# Zuidland
Zuidland, in streekdialect Sland, is een dorp op het eiland Voorne-Putten, in de gemeente Nissewaard in de Nederlandse provincie Zuid-Holland.
Zuidland telde per 1 januari 2023 6.205 inwoners; het aantal woningen bedroeg op 1 juli 2011 2237.

## Geschiedenis
In documenten werd aan het einde van 13e eeuw over het latere Zuidland gesproken als de 'Heerlickheit Westenrijck'. In de middeleeuwen lag er een dorp dat Blinc- of Blenkvliet, maar ook  Couwenhoven werd genoemd. Er was in die tijd sprake van het bouwen van boerderijen en het pachten van land. Zuidland had een haven en aan rivier Bernisse werd in 1368 't Schippershuus gebouwd. Zuytlant kreeg tolrechten en stapelmarktrechten en profiteerde zo de eeuwen daarna mee van het succes van de steden Geervliet en Brielle. Zuytlant bleef echter bescheiden van omvang en ontving nooit stadsrechten.
Zuidland was tot 1980 een zelfstandige gemeente. In dat jaar vormde het met de plaatsen Abbenbroek, Geervliet, Oudenhoorn, Simonshaven, Biert en Heenvliet de gemeente Bernisse. In 2015 ging die gemeente op haar beurt met Spijkenisse op in de gemeente Nissewaard.  

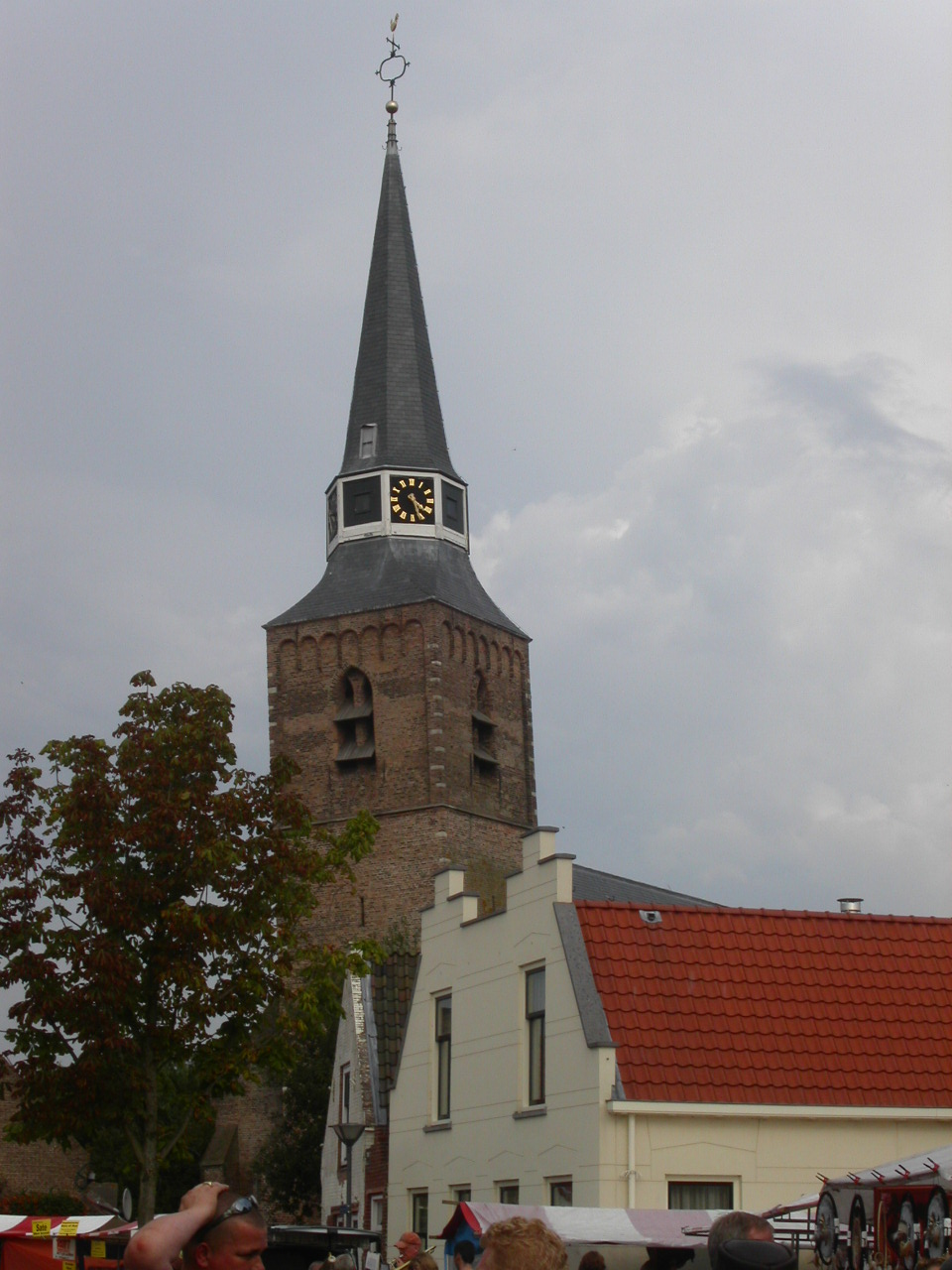
Toren van de Hervormde kerk
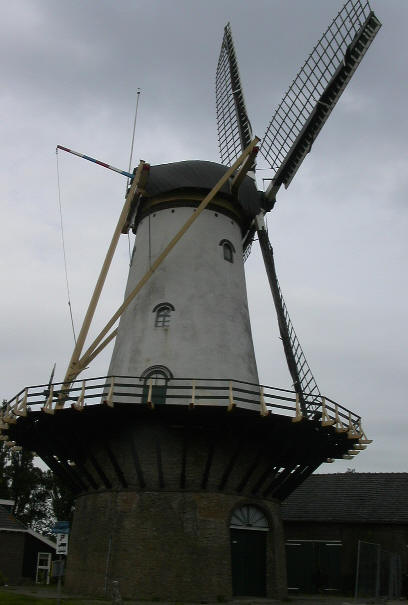
Molen De Arend
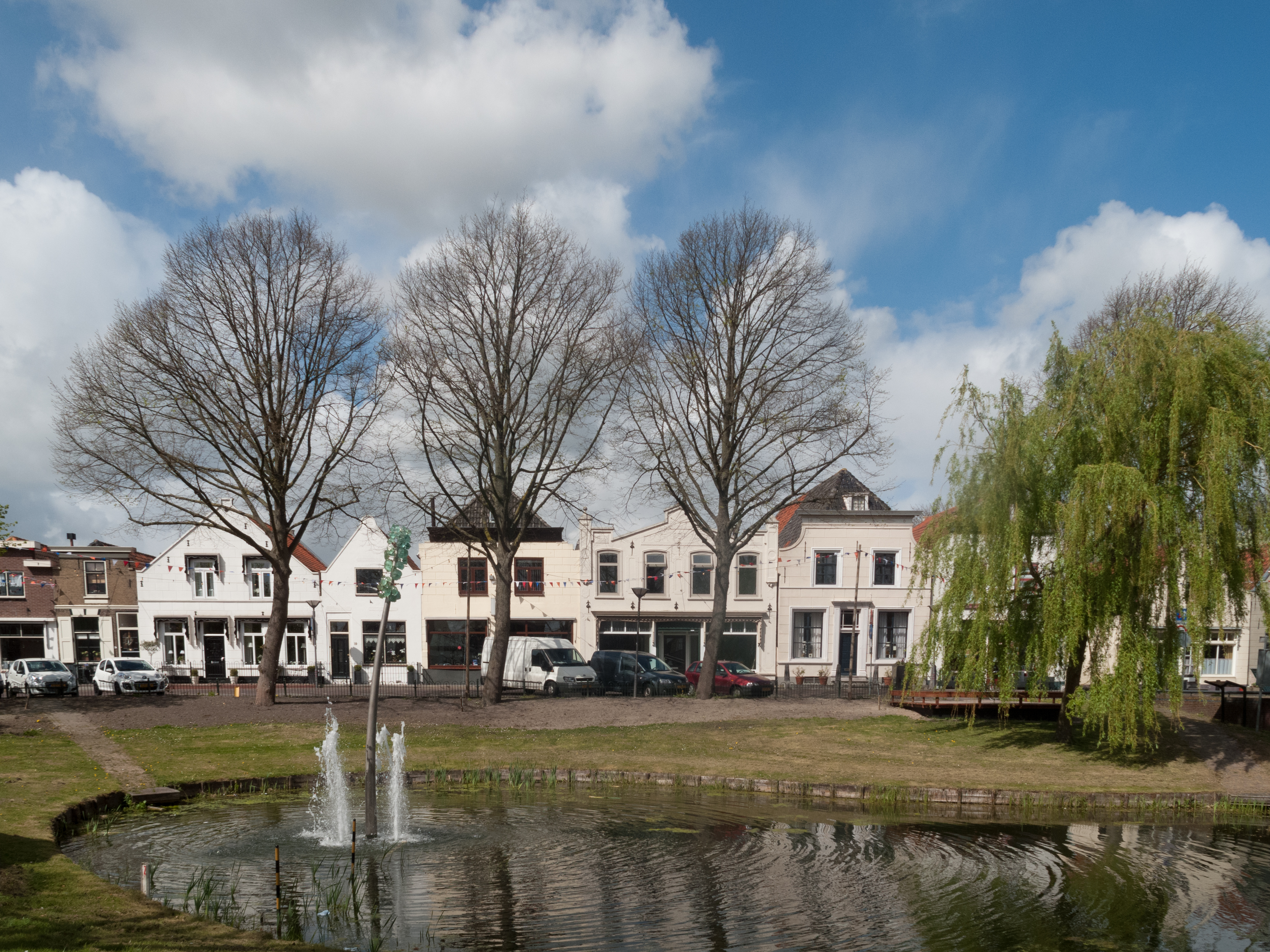
Straatzicht de Ring

## Openbaar vervoer
Zuidland was tot in 1966 opgenomen in het tramnetwerk van de RTM op Voorne-Putten. In Zuidland bevond zich een station. De straatnaam "Het Perron" verwijst nog naar deze halte, waarvan de plek van het stationnetje nog gedeeltelijk zichtbaar is. De lijn werd opgeheven vanwege de opkomst van het busvervoer en autoverkeer. 
Buslijn 106 verzorgt een frequente verbinding met Rozenburg, Hellevoetsluis en Spijkenisse.

## Bezienswaardigheden
Het schip en het koor van de hervormde kerk, die gerestaureerd werden in 1919, dateren uit het begin van de 16e eeuw, de toren uit de tweede helft van de 15e eeuw.
De Arend is een stenen stellingkorenmolen uit 1844. De molen is maalvaardig en wekelijks geopend voor bezoekers.

## Monumenten
Een deel van Zuidland is een beschermd dorpsgezicht. 
Zie ook:
- Lijst van rijksmonumenten in Zuidland
- Lijst van gemeentelijke monumenten in Zuidland

## Bekende inwoners
- Mark Bevaart (1983), voormalig profvoetballer van Dordrecht '90, FC Emmen, Almere City FC
- Chantal Blaak (1989), wielrenster
- Arie den Hartog (1941-2018), oud-wielrenner
- Louis de Koning (1967), oud-wielrenner
- Martijn Maaskant (1983), wielrenner
- Fabio Jakobsen (1996), wielrenner
- Daan Hoole (1999), wielrenner
- Roel van Sintmaartensdijk (2001), wielrenner
- Robine de Ridder (2003), voetbalster